# Vanessa Rousso
Vanessa Ashley Rousso (* 5. Februar 1983 in White Plains, New York) ist eine professionelle US-amerikanische Pokerspielerin.

## Werdegang
Rousso spielt bereits seit ihrem fünften Lebensjahr Poker und begann während ihrer Semesterferien im Jahr 2006, an Pokerturnieren teilzunehmen. In ihrem ersten Jahr als Turnierspielerin belegte sie mehrfach die Geldränge, beispielsweise wurde sie bei einem Turnier der World Series of Poker im Rio All-Suite Hotel and Casino am Las Vegas Strip Achte sowie beim Main Event der World Poker Tour (WPT) im Hotel Bellagio Siebte und gewann Mitte September ein Turnier bei den Borgata Poker Open in Atlantic City. 2009 belegte sie den mit 250.000 US-Dollar dotierten zweiten Platz bei der National Heads-Up Poker Championship. Dabei schaltete sie nacheinander Doyle Brunson, Phil Ivey, Paul Wasicka, Daniel Negreanu und Bertrand Grospellier aus; im Finale unterlag sie mit 0:2 gegen Huck Seed. Anfang Mai 2009 gewann Rousso das High Roller der European Poker Tour (EPT) in Monte-Carlo und sicherte sich eine Siegprämie von mehr als 530.000 Euro. Beim WPT-Main-Event im Bellagio wurde sie im Dezember 2010 Dritte und erhielt knapp 360.000 US-Dollar. Anfang Oktober 2011 belegte sie beim EPT High Roller in London den mit umgerechnet über 220.000 US-Dollar dotierten zweiten Platz. Seitdem blieben größere Turniererfolge aus. Ihre bis dato letzte Live-Geldplatzierung erzielte die Amerikanerin im April 2017.
Insgesamt hat sich Rousso mit Poker bei Live-Turnieren über 3,5 Millionen US-Dollar erspielt und zählt damit zu den erfolgreichsten Frauen nach Turnierpreisgeld. Sie trat mehrfach in der Fernsehsendung Poker After Dark auf. Im Dezember 2003 erhielt Rousso einen Abschluss mit Auszeichnung von der Duke University und studierte Jura in Miami. Sie war mit dem Pokerprofi Chad Brown liiert.